# 米蘭工業製造公司

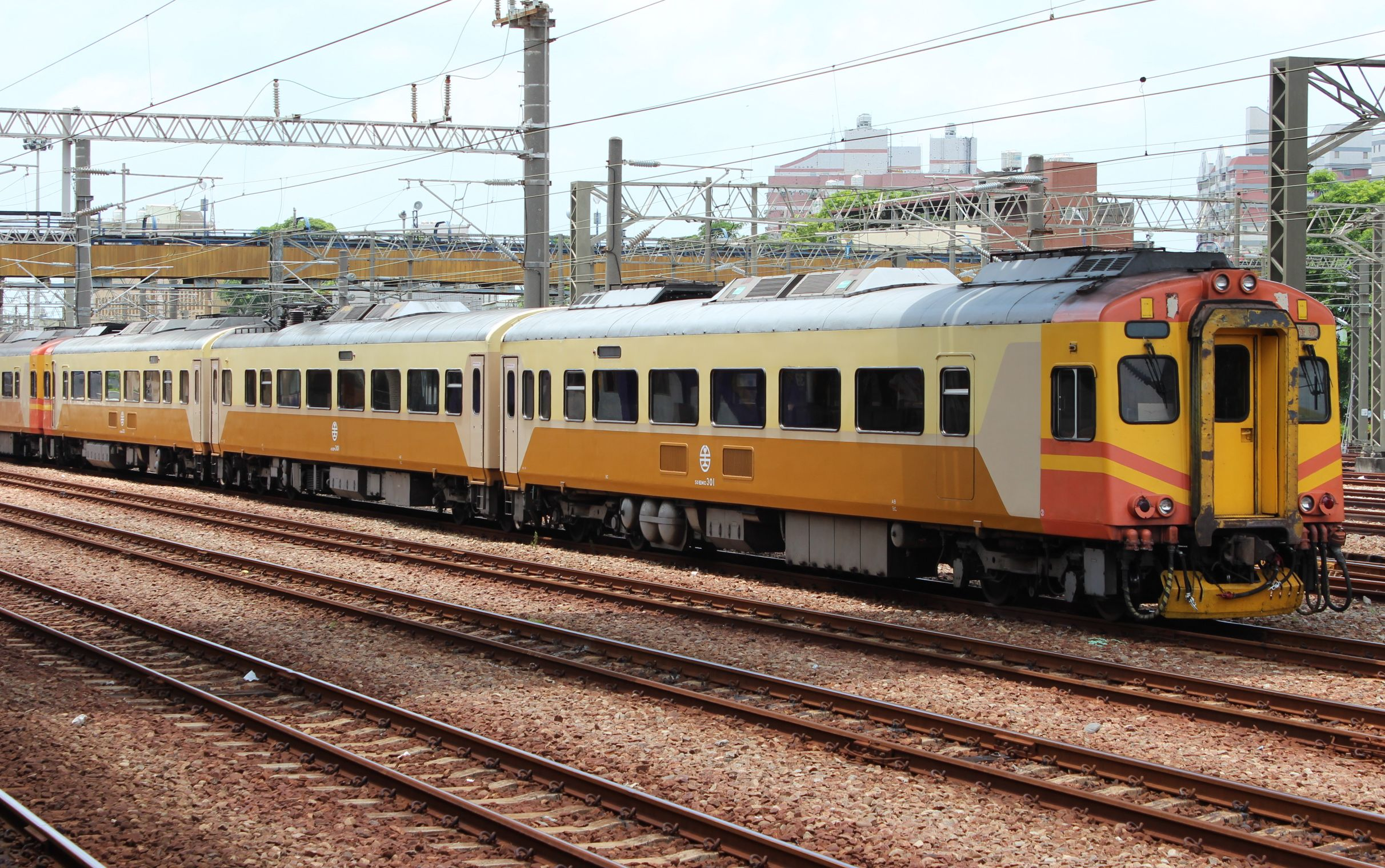
Socimi製造的臺灣鐵路管理局EMU 300電聯車。

米蘭工業製造公司（義大利語：Società Costruzioni Industriali Milano，常縮寫為Socimi），義大利工業製造公司，總部位於米蘭。

## 概要
Socimi主要製造有軌電車與地鐵車輛與前述車輛的牽引電動機、無軌電車與公共汽車的車體。Socimi也是步槍等武器的製造商。該公司由亞歷山德羅·馬爾扎科（Alessandro Marzocco）成立於1969年，1994年時因為涉入1992年淨手運動的醜聞而宣告破產。

## 產品

### 交通運輸
Socimi的無軌電車系統曾用於義大利的卡利亞里、米蘭、摩德納與薩萊諾。Socimi製造的有軌電車只用於羅馬市，但該公司和龐巴迪運輸合作開發的有軌電車Eurotram也曾用於史特拉斯堡等地。Socimi生產的重型軌道系統列車則有米蘭北方鐵路的FMM Socimi 客車與臺灣鐵路管理局的EMU 300型電聯車。

### 武器

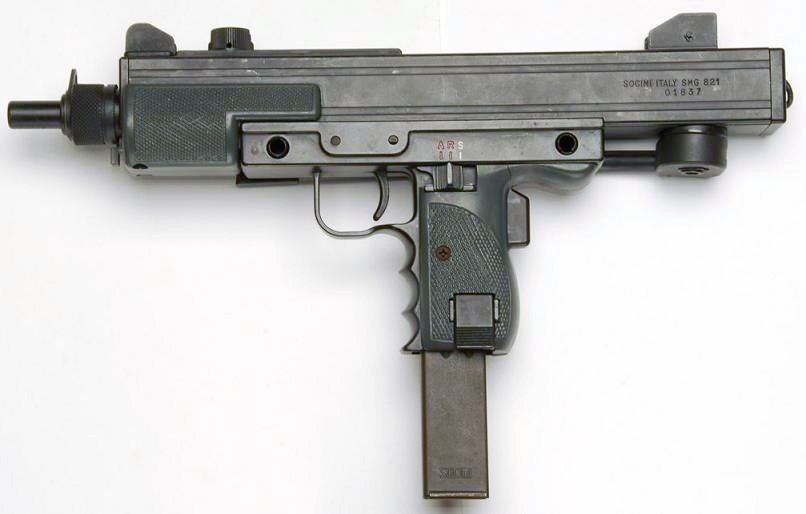
SOCIMI 9×19mm Type 821 SMG

Socimi於1980年代曾經生產索斯米821式衝鋒鎗。